# 春風亭小柳三
春風亭 小柳三（しゅんぷうてい こりゅうざ）は、落語家の名跡。
- 春風亭小柳三 - 橘家吉蔵から改名
- 春風亭小柳三 - 後∶三笑亭芝雀
- 春風亭小柳三 - 後∶七代目春風亭梅枝
- 春風亭小柳三 - 本項にて記述

春風亭 小柳三（しゅんぷうてい こりゅうざ、1898年11月15日 - 1970年8月1日）は、落語家。本名∶西宮 吉之助。

## 来歴
6代目三遊亭圓生の記憶によると昔々亭桃太郎（本名は木村兼次郎、横浜の桃太郎）の甥にあたる。1918年ごろに4代目春風亭柳枝の門下で青枝から1921年に小柳三になった。
大正の末から当時の人気役者澤田正二郎の声色、物真似で売れ吉本の花月に出ていた。このころに唯一枚SPレコードを残している。
戦後は名古屋を拠点に春風亭小柳三演芸社を主催し活動した。目立った直弟子はいなかったが柳家小三亀松や源氏太郎らがいた。